# Thomas Hodgskin
Thomas Hodgskin (ur. 12 grudnia 1787 w Chatham, zm. 21 sierpnia 1869 w Feltham) – angielski ekonomista należący do grupy socjalistów ricardiańskich. Radykalny w swoich lewicowych poglądach. Swoją pracę Popularna ekonomia polityczna z 1827 roku adresował do klasy robotniczej. Był to pierwszy tego typu wykład nauk ekonomicznych dla prostych robotników.

## Dzieła
- Obrona pracy (1825)
- Popularna ekonomia polityczna (1827)